# Joost Legtenberg
Joost Legtenberg (Markelo, Hof van Twente, 31 de juliol de 1975) va ser un ciclista neerlandès que fou professional del 2000 al 2004.

## Palmarès
- 2000
  - Vencedor d'una etapa a l'OZ Wielerweekend
- 2001
  - 1r al Tour de Faso i vencedor d'una etapa